# Xaxim (Curitiba)
Xaxim é um bairro da região sul da cidade de Curitiba, no estado do Paraná, Brasil.

## Topônimo
"Xaxim" é um termo de origem caingangue, que se refere ao tronco de certas samambaias.
Na divisa das antigas propriedades, existiam muitas valas plantadas com xaxim, além do que o "batedor" da porteira da Fazenda Boqueirão, também era desta planta. Desta maneira, a região ficou popularmente conhecida por este tipo de pteridophyta, que mais tarde foi oficializada pela administração da cidade como "bairro xaxim".

## Histórico
A região onde se encontra o atual bairro, até meados do século XIX era habitado por caboclos e índios e recortada por uma estrada não pavimentada que ligava a capital com a cidade de São José dos Pinhais (esta estrada é a atual Rua Francisco Derosso). A partir dos primeiros anos do século XX, a região começou a receber imigrantes, como os italianos, poloneses e, principalmente, os alemães menonitas, que começaram a comprar terras e sítios.
Os imigrantes começaram a cultivar e a produzir bens de consumo em suas propriedades, o que propiciou um crescimento populacional moderado, além de novos investimentos, como a abertura de um matadouro conhecido por “charqueada dos Hauser", ocupando uma grande área da região. A partir da metade o século XX, estes sítios, chácaras e o matadouro, foram vendidos para especuladores imobiliários que iniciaram o loteamento destas propriedades e onde surgiram as vilas São Pedro, Vila Rex e Jardim Urano, as primeiras áreas popularmente habitadas do bairro.

## Dados gerais
Conforme dados do IBGE em 2010, a área total do bairro é de 909 hectares (2,09% do território da cidade) e sua população era de 57.182 habitantes, o que corresponde a uma densidade demográfica de 62,94 hab/ha.